# Torre de Aborim
A Torre de Aborim, paço com torre e capela de provável fundação medieval, localiza-se na freguesia de Quintiães e Aguiar, município de Barcelos, distrito de Braga, em Portugal.
Encontra-se classificada como Imóvel de Interesse Público desde 1978.

## História
Em tempos medievais eram duas torres pertencentes à família dos Barbosa, da nobreza.
No último quartel do século XIX, com a construção da Linha do Minho, uma das torres da primitiva edificação senhorial foi demolida por decisão do engenheiro francês responsável pela implementação do caminho de ferro, desvalorizando-o e, vindo posteriormente a adquirir o remanescente do paço por preço inferior e remodelando-o, conferindo-lhe aspecto romântico de estilo medieval.
Em nossos dias sofreu diversas mutilações, inclusive tendo se registado o furto do brasão de armas da família Barbosa.